# Cristo giovane
Il Cristo giovane è un dipinto a olio su tavola (55x44 cm) di Correggio, databile al 1512 circa e conservato in collezione privata.

## Storia
L'opera fu resa nota da Roberto Longhi nel 1958, che le diede il titolo di Cristo giovane e la datò al 1515, in relazione alla contemporanea pala della Madonna di San Francesco, anche se la critica successiva talvolta ha preferito considerare questo lavoro di qualche anno precedente all'impegnativa pala.

## Descrizione e stile
Su uno sfondo scuro, Cristo è rappresentato a mezza figura, in posizione dinamica mentre sfoglia un libro rivolto verso lo spettatore. Il moto aggirante sembra rispondere alla presenza di un osservatore e rappresenta il risultato di una riflessione sul rapporto fra figure dipinte e spettatori che il Correggio sviluppò pienamente nella pala della Madonna di San Francesco, negli analoghi movimenti dei santi che circondano la Vergine, così come nelle loro espressioni direttamente rivolte a catturare uno sguardo fuori dal quadro. Un analogo artificio si scorge nel  volto del giovane che accenna un sorriso e guarda intensamente verso uno spettatore ideale collocato a destra al di fuori della cornice del quadro. Quasi che il Correggio volesse “fotografare” il soggetto nel momento in cui la sua attenzione era stata catturata da qualcosa, o meglio da qualcuno che sta nello spazio reale. La sensazione di qualcosa che sta avvenendo è suggerita dall'atto impercettibile dell'inclinare del capo a sinistra e dalla pagina del libro che sta sospesa a mezz'aria come ad indicare che il testo è stato appena sfogliato, velocemente, per mostrare quella precisa citazione. Simili artifici retorici erano stati studiati già dai pittori nel Quattrocento  per essere quindi valorizzati da Leonardo ma sembrano ancora non così brillantemente compresi dal Correggio nel per altro assai più rifinito Cristo giovane nel Tempio di Washington.
Nella pagina a sinistra del libro si legge dettagliatamente l'incipit del salmo 110 Dixit Dominus, che ha indotto alcuni studiosi a ipotizzare che l'effigiato sia David. La figura di un agnello che si può vedere in filigrana sulla medesima pagina del libro ha invece fatto pensare che un progetto originario volesse rappresentare san Giovanni Battista. Se questo può essere vero, è però chiaro che il progetto fu scartato e l'effigiato è invece da identificarsi con il Cristo giovane.